# Leont (pintor)
Leont (en llatí Leo o Leon, -ontis; en grec antic Λέων, -οντος) fou un pintor grec de fets i època desconeguts.
Plini menciona una obra d'aquest pintor, una pintura que es veu que representava la poetessa Safo. (Naturalis Historia XXXV, 11. s. 40.35).